# Cơ số vật tư kỹ thuật
Cơ số vật tư kỹ thuật là số lượng vật tư kỹ thuật (chi tiết, cụm máy, bộ phận thay thế, nguyên liệu...) quy định cho một đơn vị trang bị kỹ thuật dùng trong khai thác bảo quản, bảo dưỡng và sửa chữa. Cơ số vật tư kỹ thuật dùng làm đơn vị tính toán nhu cầu, cấp phát vật tư kỹ thuật cho từng loại trang bị kĩ thuật có trong biên chế của đơn vị khi thực hiện nhiệm vụ để dự trữ sẵn sàng chiến đấu và chiến đấu, diễn tập, hành quân, dã ngoại...

## Phân loại
Các loại cơ số vật tư kỹ thuật được đóng thành hòm, hộp, kiện... riêng, thuận tiện cho vận chuyển, dễ dàng cho quản lí, cấp phát, tiếp nhận và nhanh chóng tới đơn vị cần cấp phát.

### Theo yêu cầu khai thác
Theo yêu cầu khai thác, có các loại cơ số vật tư kỹ thuật 1, 2, 3 (tương ứng với hình thức sửa chữa).
Cơ số 1 dùng để bảo dưỡng và sửa chữa nhỏ trang bị kĩ thuật hỏng nhẹ tại đơn vị, được cấp thẳng xuống kho và trạm sửa chữa của đơn vị cấp chiến thuật.
Cơ số 2 dùng để bảo dưỡng và sửa chữa vừa trang bị kĩ thuật hỏng vừa, đưa về bãi tập trung hoặc trạm sửa chữa cấp chiến dịch, được cấp cho kho, trạm sửa chữa cấp chiến dịch và chiến lược (kho, trạm quân khu, quân đoàn và quân chủng, binh chủng hoặc kho, xưởng thuộc lực lượng sửa chữa ) để sửa chữa vừa và sửa chữa lớn cho cụm chính.
Cơ số 3 dùng để sửa chữa lớn trang bị kĩ thuật hỏng nặng, đưa về xưởng, nhà máy, được cấp cho kho, xưởng sửa chữa quân khu, quân chủng, binh chủng. Thường được áp dụng trong lĩnh vực trang bị xe máy.

### Theo hình thức bảo dưỡng kĩ thuật
Theo hình thức bảo dưỡng kỹ thuật, có: cơ số vật tư bảo dưỡng kĩ thuật 1, cơ số vật tư bảo dưỡng kĩ thuật 2.
Theo mức sửa chữa, có cơ số vật tư: sửa chữa nhỏ, sửa chữa vừa và sửa chữa lớn.

## Căn cứ xác định
- Tính năng chiến - kĩ thuật của từng loại trang bị kĩ thuật, độ bền của các chi tiết, cụm chi tiết, cụm máy, các bộ phận tổng thành... của trang bị kĩ thuật
- Khả năng hư hỏng có thể xảy ra đối với từng loại trang bị kĩ thuật khi tham gia tác chiến...
- Kinh nghiệm thực tế là qua thống kê những hư hỏng xảy ra trong quá trình khai thác, đặc biệt sử dụng trong tác chiến, diễn tập... có thể rút ra số lượng từng loại vật tư kĩ thuật cần thiết thường phải sử dụng cho bảo dưỡng, sửa chữa
- Khả năng cung cấp là nguồn bảo đảm của quốc gia và lượng dự trữ vật tư kĩ thuật của Quân đội
- Khả năng vận chuyển: cơ số và bội số cơ số vật tư phải phù hợp với khả năng mang vác của cá nhân, vận chuyển của các phương tiện (vì cơ số không tháo lẻ...)
- Xu hướng của chiến tranh: tổ chức và biên chế của Quân đội, cách hoạt động của chúng, số ngày trung bình hoạt động trong một đợt tác chiến; sự phân cấp bảo dưỡng, sửa chữa trong Quân đội.

## Yêu cầu khi xây dựng
Yêu cầu khi xây dựng cơ số vật tư kĩ thuật: phải tính toán cụ thể cơ số vật tư kĩ thuật cho từng loại trang bị kỹ thuật, xe máy...; tính toán số lượng vật tư kỹ thuật cụ thể từng loại cơ số phù hợp với đặc điểm hoạt động và tình hình hư hỏng của trang bị kỹ thuật trong điều kiện thực tế của chiến tranh Việt Nam; đề xuất quy định dự trữ, thời gian dự trữ, cấp phát cơ số vật tư kỹ thuật ở các cấp, các đơn vị hợp lí. Phương pháp xác định cơ số vật tư kỹ thuật thường có các cách: tính trực tiếp từng cơ số; tính theo chu trình sửa chữa lớn.
Căn cứ vào quy định mức bảo đảm (số lần, cấp bảo dưỡng kĩ thuật và mức sửa chữa) của từng cơ số vật tư kỹ thuật đối với từng loại trang bị kỹ thuật và kết quả tính toán để xác định số lượng vật tư kĩ thuật cần thiết trong từng loại cơ số.

## Ưu điểm
Ưu điểm của việc dùng Cơ số vật tư kĩ thuật: đơn giản hóa phép tính khi lập kế hoạch bảo đảm và thống kê vật tư kĩ thuật hoặc thể hiện trong các văn bản kĩ thuật (chỉ lệnh, chỉ thị, hướng dẫn...); thuận tiện cho việc vận chuyển, tổ chức cấp phát, tiếp nhận...

## Hạn chế
Hạn chế của việc sử dụng cơ số vật tư kỹ thuật trong bảo đảm: khi bảo đảm theo cơ số, nguồn vật tư kĩ thuật phải lớn, ổn định; trong chiến đấu có thể có loại vật tư kĩ thuậtkhông sử dụng hết, gây ra lãng phí; gây khó khăn cho việc thanh quyết toán (quản lí)... Để khắc phục những hạn chế, cần tăng cường nguồn dự trữ, chủ động sản xuất trong nước; kí kết hợp đồng bảo đảm lâu dài, ổn định với các nguồn nhập khẩu và tổ chức khôi phục các chi tiết, cụm chi tiết, cụm máy tổng thành hư hỏng... Có những quy định và tổ chức thu hồi những vật tư kỹ thuật còn lại không sử dụng hết về kho. Nâng cao khả năng nghiệp vụ kế toán đối với các nhân viên phụ trách vật tư kỹ thuật; cải tiến mẫu biểu thống kê, thao tác đơn giản, chính xác... Điều chuyển nhanh cho nơi cần hoặc tập hợp xây dựng cơ số vật tư kỹ thuật mới.

## Hiện nay
Đối với Quân đội ta, trong 2 cuộc kháng chiến chống Pháp và kháng chiến chống Mỹ, bảo đảm vật tư kĩ thuật chủ yếu theo danh mục, đến cuối cuộc kháng chiến chống Mỹ, một số chuyên ngành có những trang bị hiện đại đã tiến hành bảo đảm vật tư kĩ thuật theo cơ số; từ sau năm 1975, số lượng vật tư kĩ thuật chính thức bảo đảm theo cơ số.